# Sophia Phokaina
Sophia Phokaina war vermutlich die Mutter der Kaiserin Theophanu, der Frau Otto II. Sophia entstammt dem alten byzantinischen Adelsgeschlecht der Phokas. Ihr Vater war der Kuropalates Leon Phokas. Sie war verheiratet mit Konstantinos Skleros, dem Schwager des byzantinischen Kaisers Johannes I. Tzimiskes.